# Acrotritia monodactyla
Acrotritia monodactyla är en kvalsterart som först beskrevs av Wojciech Niedbała 2002.  Acrotritia monodactyla ingår i släktet Acrotritia och familjen Euphthiracaridae. Inga underarter finns listade i Catalogue of Life.